# Paul de Jouvencel
Pour les autres membres de la famille, voir Famille de Jouvencel.
Paul de Jouvencel, né en 1817 et mort en 1897, est un naturaliste et homme politique français, député de la gauche en 1869-1870, et de 1885 à 1889.

## Biographie
Hippolyte Félicité Paul de Jouvencel naît à Versailles le 16 janvier 1817. Il est le fils de Paul-Hippolyte de Jouvencel (1798-1861), ancien garde du corps du roi et officier de cavalerie, et de Catherine Félicité Floux, le neveu du député Ferdinand de Jouvencel (1804-1873), et le petit-fils du député et maire de Versailles Blaise de Jouvencel (1762-1840),,.
Poursuivant d'abord des études de droit, il est reçu à la licence en 1836, à dix-neuf ans. Il s'oriente ensuite vers les sciences naturelles et l'économie politique. Il écrit de nombreux ouvrages sur la science, l'économie et la politique, notamment Du droit de vivre, de la propriété et du garantisme en 1847 ; Testament d'un républicain en 1853 ; Genèse selon la science en 1858 ; la Vie en 1859 ; Déluges en 1861 ; l'Allemagne et le droit des Gaules en 1867 ; les élections prochaines en 1868. Il y professe des opinions politiques avancées qui le font remarquer.

### Deuxième République
Nommé commissaire du gouvernement provisoire en Seine-et-Oise en 1848 à l'avènement de la Deuxième République, Paul de Jouvencel décline ces fonctions. Il est en revanche candidat aux élections à l'Assemblée constituante de 1848, puis à l'Assemblée législative en 1849, mais il échoue aux deux élections, avec environ 26 000 voix,.

### Opposant au Second Empire, exilé puis député
Après le coup d’État du 2 décembre 1851 préludant au Second Empire, son comportement, surtout comme membre du comité démocratique de la Seine, lui vaut d'être sur la liste d'expulsion. Il s'exile en Belgique. Il rentre en France après l'amnistie de 1859,. Il présente aux élections générales de 1863, sans succès, une candidature de protestation contre les candidatures soutenues par la coalition des journaux d'opposition.
Se présentant de nouveau au corps législatif en 1869, il est élu député par la deuxième circonscription de Seine-et-Marne, avec 10 454 voix contre 9 265 voix pour M. de Jaucourt, candidat officiel et député sortant, et  6 909 voix pour l'écrivain Ernest Renan. Siégeant à gauche, Jouvencel participe au groupe minoritaire d'opposition dont il appuie les diverses motions contre le régime. Il vote aussi contre le plébiscite de 1870, et contre la déclaration de guerre à la Prusse,.

### Guerre Franco-Prussienne et début de la Troisième République
Pendant la guerre, lorsque la République est proclamée le 4 septembre, il organise les « chasseurs de Neuilly », un corps de volontaires dont il est le colonel. Il quitte Paris en ballon monté le 22 octobre 1870,, sur Le Garibaldi, en emportant 75 kg de tracts à lâcher sur les Prussiens, et 300 kg de courrier. Son ballon est atteint par les balles des Prussiens, et Jouvencel tombe au milieu des ennemis, mais il s'en échappe et rejoint Tours, où le gouvernement lui confirme son grade de colonel et le cite à l'ordre de la Nation. Il commande ensuite en province un régiment de mobilisés.
Il échoue en février 1871 aux élections à l'Assemblée nationale, en Seine-et-Marne, avec 11 631 voix sur 43 606 votants. Il se consacre alors de nouveau à l'écriture, et publie notamment Récits du temps, souvenirs d'un officier de francs-tireurs en 1873 ; Aide-mémoire du partisan en 1875-1877 ; De la diffamation en matière électorale en 1878. De nouveau candidat à la députation en juillet 1878, cette fois à Paris lors d'une élection partielle, il échoue encore. Il échoue aussi le 18 avril 1881 dans l'arrondissement de Meaux, et le 21 août suivant dans les arrondissements de Meaux et d'Étampes.

### Député sous la Troisième République
Se présentant encore en octobre 1885, les élections étant au scrutin de liste, Paul de Jouvencel est élu député de Seine-et-Oise au deuxième tour, avec 54 230 voix au premier tour puis 56 372 voix sur 119 995 votants au second tour, soit 47 % des voix, le troisième sur neuf,. Inscrit au groupe de la Gauche radicale, il intervient à la tribune en faveur de la surtaxe sur les céréales ; il vote pour le service de trois ans, et défend le budget de 1889. Le 31 janvier 1889, il interpelle le gouvernement « sur les mesures à prendre pour faire respecter les pouvois publics ». Il vote pour la loi d'exil et l'expulsion des princes, contre le gouvernement Rouvier et contre le gouvernement Tirard, pour le gouvernement Charles Floquet, contre le rétablissement des scrutins d'arrondissement, contre l'ajournement indéfini de la révision de la constitution, pour des restrictions à la liberté de la presse, pour les poursuites contre le général Boulanger.
En septembre 1889, au scrutin uninominal, avec 4 228 voix il est battu de peu par le candidat conservateur Amédée Dufaure qui en recueille 4 437,. En 1893 il n'a pas beaucoup de voix au premier tour, avec 1 553 voix sur 9 557 votants, mais son désistement en faveur de Laurent Amodru permet la défaite de Dufaure.
Il meurt à Paris le 5 avril 1897 ; il avait épousé Lydia d'Harcourt-Boys,.

## Mandats électifs
- 23 mai 1869 - 4 septembre 1870 : député de Seine-et-Marne au corps législatif ; groupe des opposants de gauche.
- 18 octobre 1885 - 11 novembre 1889 : député de Seine-et-Oise à l'Assemblée nationale ; groupe de la gauche radicale.

## Œuvres
La Bibliothèque nationale de France conserve 113 ouvrages de Jouvencel. Parmi eux, ses biographes citent notamment : 
- Du droit de vivre, de la propriété et du garantisme, 1847.
- Testament d'un républicain, 1853.
- Genèse selon la science, 1858.
- La Vie, sa nature, son origine, 1859.
- Les déluges, développement du globe et de l'organisation géologique, 1861.
- De l'emploi du pouvoir financier, 1863.
- L'Allemagne et le droit des Gaules, 1867.
- Les élections prochaines, 1868.
- Récits du temps, souvenirs d'un officier de francs-tireurs, 1873.
- Aide-mémoire du partisan franc-tireur, 1875.
- De la diffamation en matière électorale, 1878.
- Les petites filles d'Ève, 1881 (sous le pseudonyme du comte Geneseky ou Jeneseki)[N 1].
- Pierre Corbeau, 1883.
- L'Algérie, 1884.
- L'indépendance des Gaules et l'Allemagne, 1890.